# Epacris impressa
Epacris impressa là một loài thực vật có hoa trong họ Thạch nam. Loài này được Labill. mô tả khoa học đầu tiên năm 1805.

## Hình ảnh

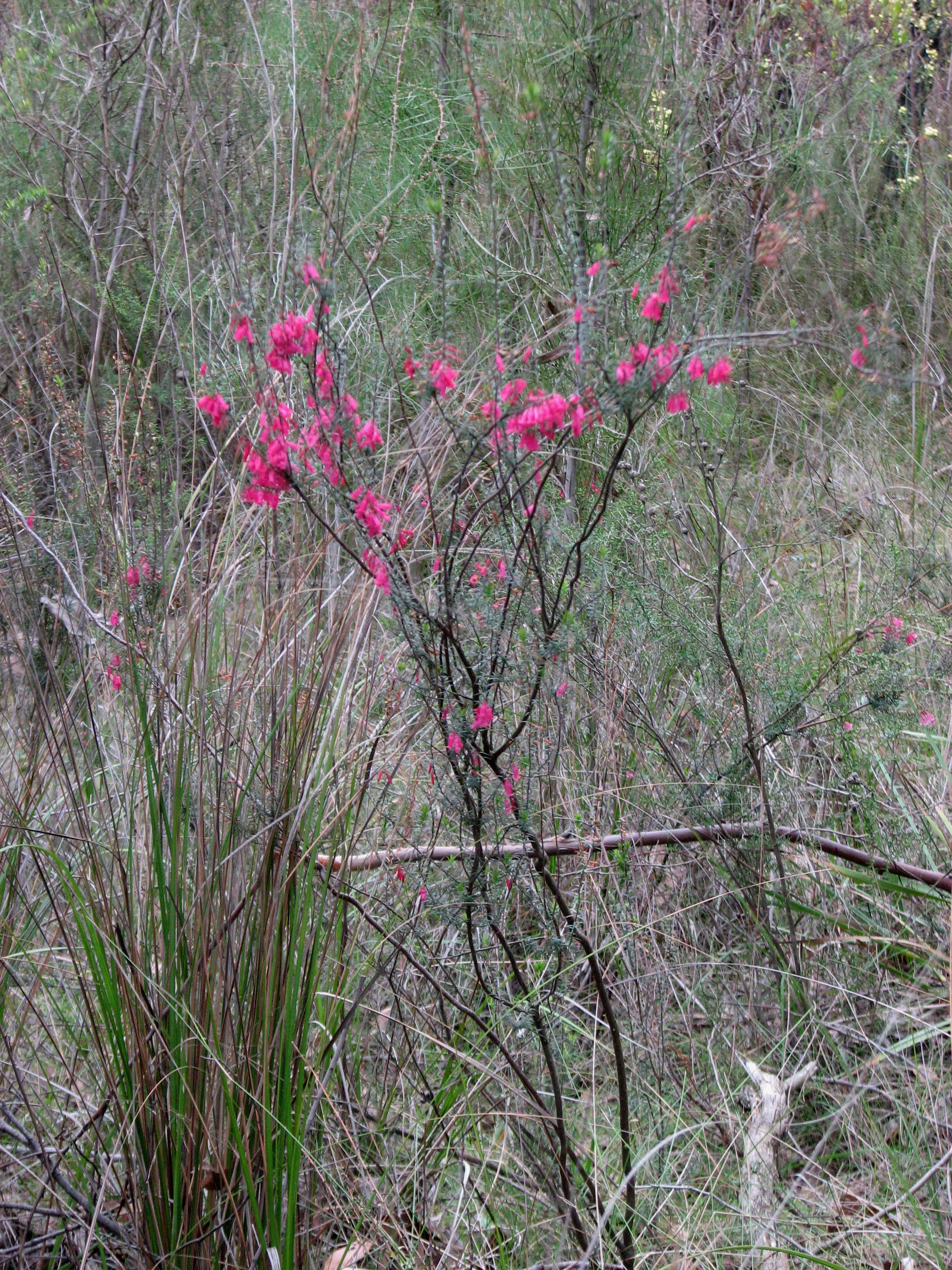
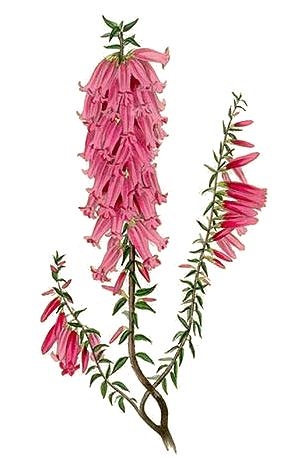
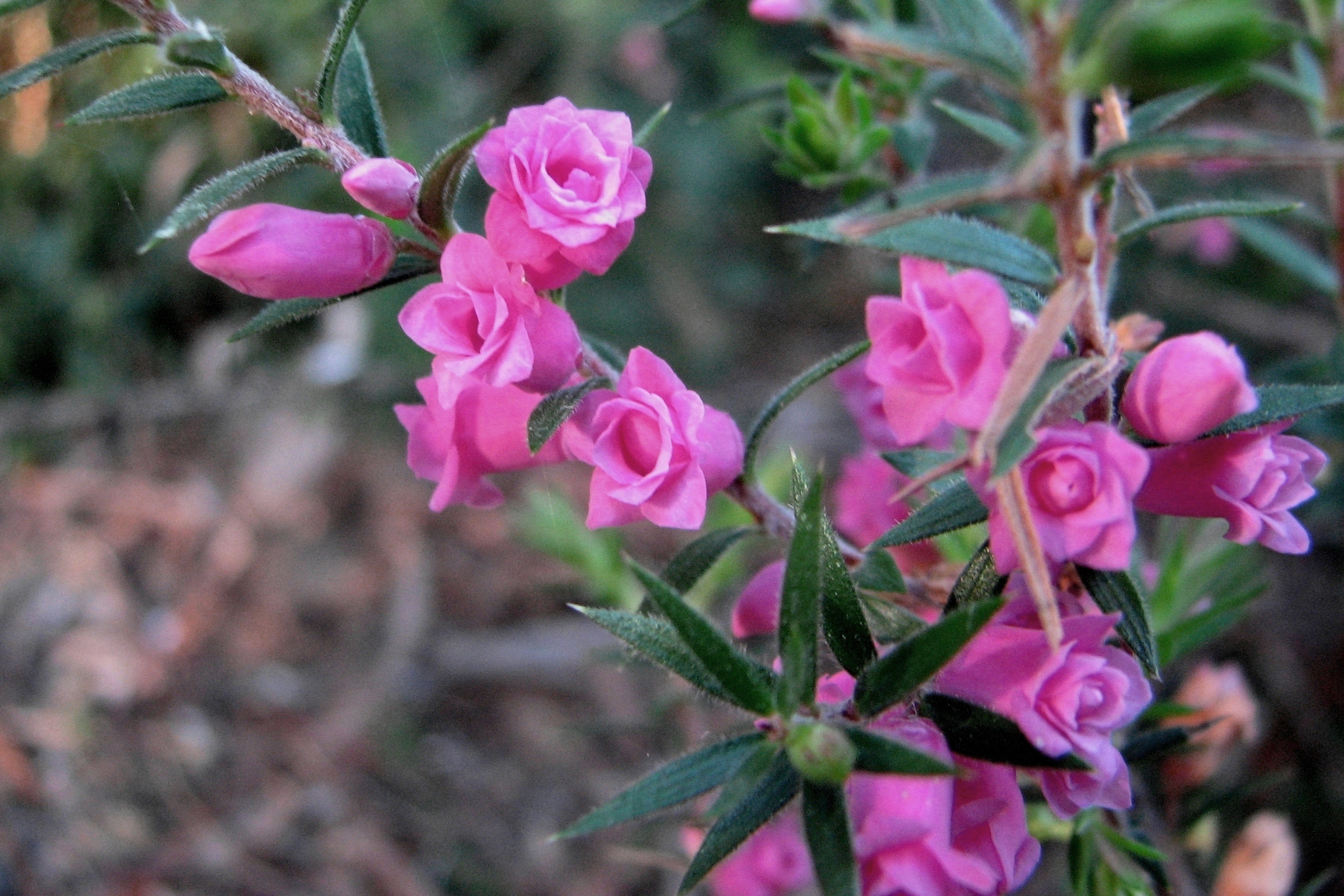
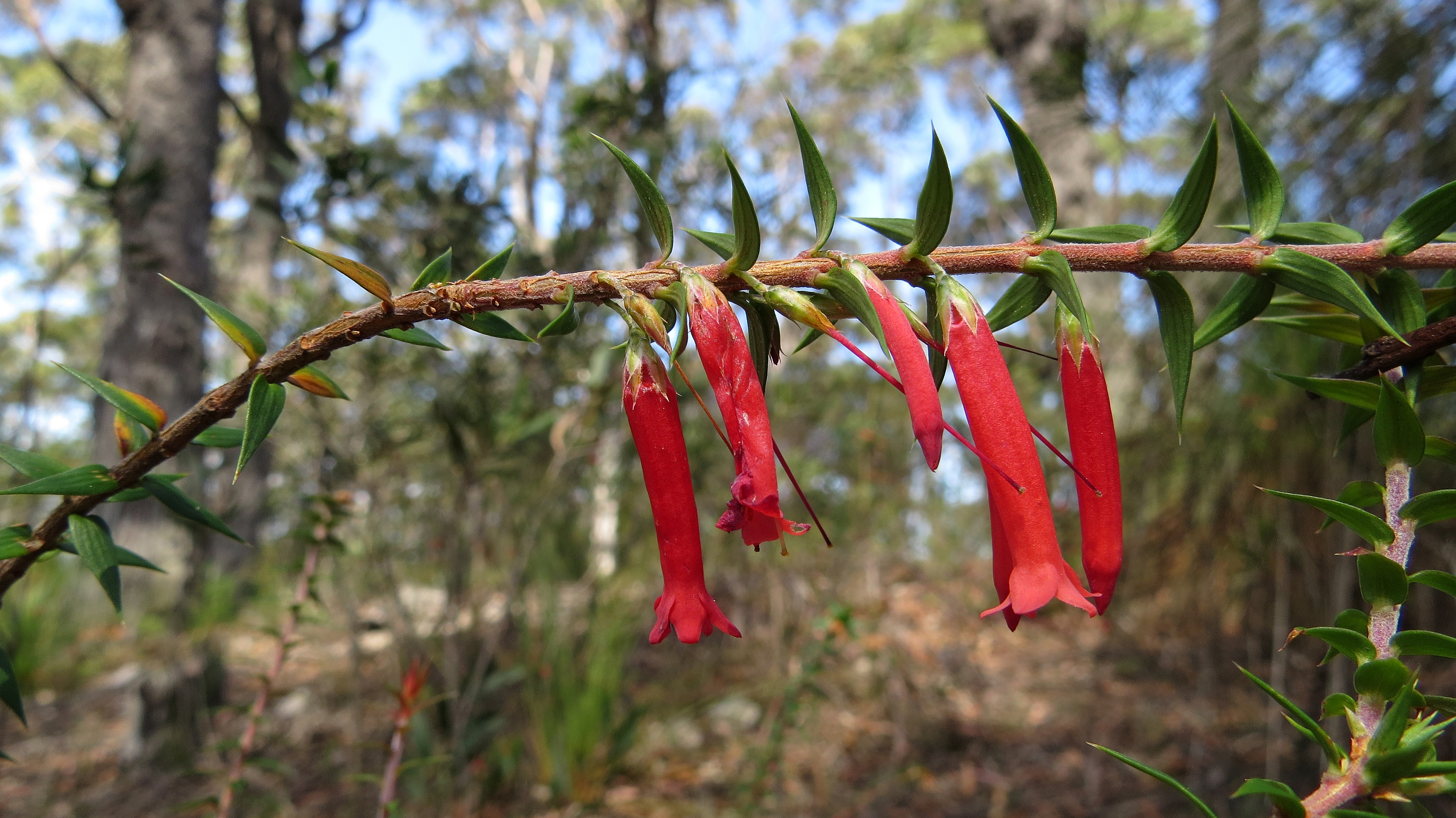